# Saverio Cassar
Saverio Cassar (ur. 1746, zm. 1805) – gozański ksiądz i patriota, był gubernatorem generalnym niepodległego Gozo w latach 1798–1801.
Cassar urodził się 29 grudnia 1746 roku na Gozo na Malcie. Studiował w Rzymie, otrzymując święcenia kapłańskie 30 marca 1771. Mianowany archiprezbiterem w roku 1773, a następnie prowikariuszem generalnym Gozo w 1775.
3 września 1798 roku mieszkańcy Gozo powstali przeciwko francuskim okupantom, i 18 września Cassar został powołany na szefa rządu i dowódcę policji wyspy Gozo. Wojska francuskie, stacjonujące w Cittadelli oraz forcie Chambray, poddały się Brytyjczykom 28 i 29 października, zaś ci przekazali wyspę pod zarząd  Cassara. Rządził on Gozo jako niepodległym państwem, uznając Ferdynanda III Sycylijskiego jako króla. Cassar zabiegał też o ustanowienie Gozo osobną diecezją (rzymskokatolicka diecezja Gozo ustanowiona została dopiero w roku 1864).
Maltański Kongres Narodowy w  Mdinie nie aprobował poczynań Cassara i 20 sierpnia 1801 roku Brytyjczycy wyznaczyli, na miejsce Cassara, Emmanuele Vitale jako gubernatora Gozo.
Saverio Cassar zmarł 16 grudnia 1805 roku w wieku 58 lat.